# Contea di Qinghe
La contea di Qinghe (清河县S, Qīnghé XiànP) è una contea della Cina, situata nella provincia di Hebei e amministrata dalla prefettura di Xingtai.